# عبد الوهاب الأمين
الزعيم الركن عبد الوهاب الأمين هو عسكري عراقي ولد في بغداد يو 13 نيسان 1918، كان عضوا في تنظيم الضباط الوطنيين، وقد كان مسؤول لجنة التخطيط والمتابعة، وقد كان من أبرز قادة ثورة 14 تموز 1958.
تخرج من الكلية العسكرية ببغداد عام 1937. وتخرج من كلية الاركان ببغداد عام 1948. اخر رتبه شغلها، ضابط ركن اول. اصبح وزير للشؤون الاجتماعية في 8 شباط 1959.
كان على خلاف مع وزير الداخلية عبد السلام عارف الذي أصر على إرساله إلى القاهرة ملحقا عسكريا. عين وزيرا للشؤون الاجتماعية للفترة 1959-1960 كما شغل منصب وزير الزراعة بالوكالة خلفا لهديب الحاج حمود.